# 呂鵬 (成化進士)
呂鵬（1449年—？年），字搏萬，四川夔州府達縣人，民籍，治《詩經》，明朝政治人物。

## 生平
四川鄉試第六十五名舉人。成化二十三年（1487年）中式丁未科三甲第二百三十七名進士。

## 家族
曾祖呂亨中，陰陽訓術；祖父呂鎮；父呂瑭，監生。母高氏。